# Sarcophaga darwiniana
Sarcophaga darwiniana är en tvåvingeart som beskrevs av Tadao Kano och Guilherme A.M.Lopes 1979. Sarcophaga darwiniana ingår i släktet Sarcophaga och familjen köttflugor.
Artens utbredningsområde är Northern Territory, Australien. Inga underarter finns listade i Catalogue of Life.